# レンズフレア

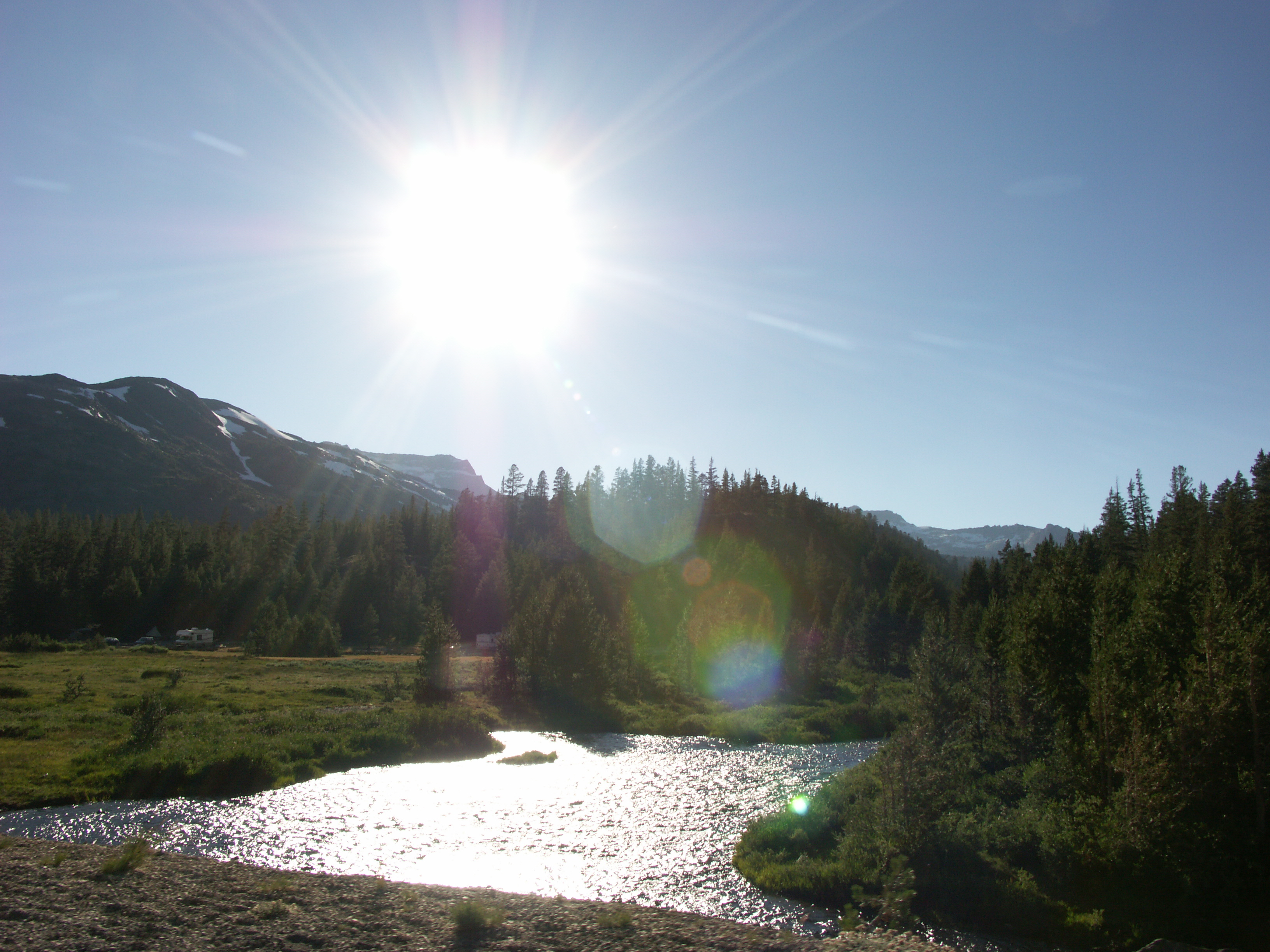
レンズフレアとゴーストが生じた例

レンズフレア (lens flare) は、カメラによって写真・映像（動画）を撮影する際、極めて明るい光源がレンズに向けて当てられている時や、画角内に極めて明るい光源が存在する場合に生じる、暗部への光の漏れである。
レンズ内面での再反射によって発生するフレアは、反射面の曲率や形状によりさまざまな形態のものが生じうる。特に凹面で強い光が再反射すると、光源から画面中心を基準に対称の位置に比較的はっきりとした像が現れる。このような形態のフレアを、ゴースト（ゴーストイメージ）という。
ハレーションと混同されることがあるが、発生原理が異なる。

## フレアの防止
レンズフレアはレンズのマイナスの特性であり、発生させないようにするには使用レンズの特性を把握している必要がある。レンズフレアが発生しないようにハレ切りと呼ばれる作業を行うが、これは慣習的な言葉の使用で、本来はフレアの防止である。本格的なカメラには必ず付けられるレンズフードなども、レンズフレアを抑制するためのものである。
フレアを防ぐためにレンズ鏡筒の内面反射防止の塗装や静電気植毛などの工夫がなされている。また、各レンズ表面にはコーティングが施されている。コーティングも単層コーティングや多層コーティング（マルチコーティング）にとどまらず、ナノクリスタルコートなどといった新しい技術が開発されている。

## 映像効果としての利用
一方、レンズフレアやレンズゴーストは太陽など明るい光源を強調するための映像効果として、映画・テレビドラマ・アニメーション作品・テレビゲームなどで、エモーショナルなシーンを演出するためのエフェクトとして、よく利用される。レンズフレアのエフェクトを作る機能は多くのデジタル合成ソフトやCGソフトに搭載されている。レンズフレアやレンズゴーストの色・形は撮影に使用されるレンズによって異なり、それを再現するプラグインも存在する。

## 写真効果としての利用
嫌われる傾向にあるフレアだが、人や目指す表現方法によっては効果の一つとしてわざと出す場合もある。